# Beaussais-Vitré
Beaussais-Vitré és un municipi nou francès, creat l'1 de gener de 2013, situat al departament de Deux-Sèvres i a la regió de la Nova Aquitània. Al moment de la seua creació, tenia 996 habitants.
Aquest municipi nou sorgeix per la fusió dels antics municipis Beaussais i Vitré.